# Alojz Kovše
Alojz Kovše, slovenski politik, * 20. junij 1955.
Med 1. aprilom 1997 in 1. julijem 1999 je bil državni sekretar Republike Slovenije na Ministrstvu za gospodarske dejavnosti Republike Slovenije.